# Хомутово (Красноярский край)
Хомутово — деревня в Ирбейском районе Красноярского края. Входит в состав Тумаковского сельсовета.

## География
Деревня находится в юго-восточной части Красноярского края, в лесостепной зоне, на левом берегу реки Кан, на расстоянии приблизительно 13 км (по прямой) к северо-востоку от Ирбейского, административного центра района. Абсолютная высота — 239 м над уровнем моря.
Климат
Климат характеризуется как резко континентальный, с продолжительной морозной зимой и коротким тёплым летом. Средняя температура воздуха самого тёплого месяца (июля) составляет 18,3 °C (абсолютный максимум — 38 °C); самого холодного (января) — −21,1 °C (абсолютный минимум — −60 °C). Продолжительность безморозного периода составляет в среднем 90 дней. Среднегодовое количество атмосферных осадков составляет 484 мм, из которых 367 мм выпадает в период с апреля по октябрь. Снежный покров держится в течение 170 дней.

## История
Основана в 1700 году. По данным 1926 года в деревне Хомутова имелось 230 хозяйств и проживало 1066 человек (525 мужчин и 541 женщина). В национальном составе населения того периода преобладали русские. В административном отношении являлась центром Хомутовского сельсовета Ирбейского района Канского округа Сибирского края.

## Население
| 2010 |
| ---- |
| 148  |

Половой состав
По данным Всероссийской переписи населения 2010 года, в гендерной структуре населения мужчины составляли 44,6 %, женщины — соответственно 55,4 %.
Национальный состав
Согласно результатам переписи 2002 года, в национальной структуре населения русские составляли 96 % из 187 чел.